# Леви-Чивита, Туллио
Ту́ллио Ле́ви-Чиви́та (итал. Tullio Levi-Civita; 29 марта 1873, Падуя — 29 декабря 1941, Рим) — итальянский математик еврейского происхождения, знаменитый главным образом своими работами в области тензорного исчисления и его приложениями к теории относительности, но сделавший также значительный вклад и в другие отрасли математики. Был учеником Риччи, изобретателя тензорного исчисления. Основные работы включают основополагающие статьи по чистой и прикладной математике, небесной механике (особенно по проблеме трёх и более тел) и гидродинамике.
Член Папской академии наук (1936), член-корреспондент Петербургской академии наук (1904), почётный член Академии наук СССР (1934), иностранный член Лондонского королевского общества (1930), Парижской академии наук (1938; корреспондент с 1911).

## Биография
Туллио Леви-Чивита был сыном Джакомо Леви-Чивиты, известного юриста, а затем и итальянского сенатора, и Биче Латтес. В 1892 году он закончил Падуанский университет, факультет математики, где являлся учеником Грегорио Риччи-Курбастро. В 1894 году Леви-Чивита получил диплом преподавателя и после этого начал работать в падуанском факультете педагогического колледжа.

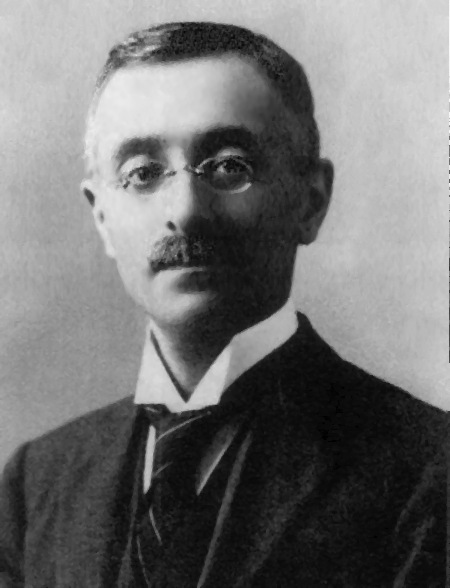
Леви-Чивита 1900 год

В 1898 году он стал работать на кафедре рациональной механики Падуанского университета, где познакомился с будущей супругой — Либерой Тревисани, которая была одной из его студентов. Они поженились в 1914 году. В 1918 году Туллио был приглашён на кафедру высшего анализа Римского университета, где и работал впоследствии; кроме того, ещё два года он преподавал там же на кафедре механики .
В 1900 году Леви-Чивита и Риччи-Курбастро опубликовали одну из самых известных работ по теории тензорного исчисления: Méthodes de calcul differential absolu et leures applications, которую Альберт Эйнштейн и Марсель Гроссман использовали как математическую основу для общей теории относительности. Серия статей Леви-Чивиты по проблеме статического гравитационного поля активно обсуждалась в его переписке с Эйнштейном в 1915—1917 годах. Переписка была начата самим Леви-Чивитой, так как он нашёл математические ошибки в использовании Эйнштейном тензорного исчисления в теории относительности. Он пунктуально сохранил все ответы Эйнштейна, так что, хотя его письма к Эйнштейну не сохранились, полное содержание корреспонденции может быть восстановлено по архиву Леви-Чивиты. Согласно сохранившимся письмам их авторы были высокого мнения друг о друге. В одном из писем, касающемся новой работы Леви-Чивиты, Эйнштейн писал: «Я восторгаюсь элегантностью Вашего метода вычислений; как, должно быть, приятно скакать через эти поля на жеребце чистой математики, в то время как остальные должны утомительно переставлять ноги».
Написанный Леви-Чивитой учебник тензорного исчисления, The Absolute Differential Calculus (исходно — записи лекций, прочитанных на итальянском языке в соавторстве с Риччи-Курбастро), остаётся одним из актуальных текстов для знакомства с предметом более чем через 100 лет после его первого издания. Эта книга переведена на многие языки, включая и русский. Его перу также принадлежит одна из первых книг, посвящённых движению тел в общей теории относительности. В 1933 году Леви-Чивита внёс существенный вклад в разработку теории уравнения Дирака.
В 1935 году посетил с научным визитом ЦАГИ.
В 1938 году из-за расистских законов фашистского правительства Италии Леви-Чивита потерял место профессора, был исключён из всех научных организаций Италии и изолирован от мирового научного сообщества. Вскоре, в 1941 году, он умер в одиночестве в своей квартире в Риме.
Среди его учеников были Октав Оническу и Георге Врэнчану.
По воспоминаниям известного математика Дирка Яна Стройка, Эйнштейн, когда его уже после смерти Леви-Чивиты  спросили, что ему больше всего нравится в Италии, ответил: «Спагетти и Леви-Чивита».

## Память
В 1970 г. Международный астрономический союз присвоил имя Туллио Леви-Чивиты кратеру на обратной стороне Луны.